# Burqin
Burqin (tiếng Trung: 布尔津县; bính âm: Bù'ěrjīn Xiàn, Hán Việt: Bố Nhĩ Tân huyện; Uyghur:  بۇرچىن ناھىيىسى‎, ULY:  Burqin Nah̡iyisi, UPNY:  Burchin Nahiyisi?), là một huyện của địa khu Altay (A Lặc Thái), Châu tự trị dân tộc Kazakh - Ili (Y Lê), khu tự trị Tân Cương, Trung Quốc.

### Trấn
- Bố Nhĩ Tân (布尔津镇

### Hương
- Oa Y Mạc Khắc (窝依莫克乡)
- Đỗ Lai Đề (杜来提乡)
- Khoát Tư Đặc Khắc (阔斯特克乡)
- Xung Hồ Nhĩ (冲乎尔乡)
- Giã Cách Tư Thác Biệt (也格孜托别乡)

### Hương dân tộc
- Hương dân tộc Mông Cổ - Hòa Mộc Cáp Nạp Tư (禾木哈纳斯蒙古族乡)